# Thomisus baghdeoi
Thomisus baghdeoi är en spindelart som beskrevs av Gajbe 2004. Thomisus baghdeoi ingår i släktet Thomisus och familjen krabbspindlar. Inga underarter finns listade i Catalogue of Life.